# آنابل جونز
آنابل جونز (متولد ژانویه ۱۹۷۲)  تهیه‌کننده تلویزیونی اهل ولز است که بیشتر به خاطر تهیه‌کنندگی سریال آینه سیاه به همراه چارلی بروکر شناخته می‌شود.  او به همراه بروکر و جیسون آرنوپ ، نویسنده‌ی مشترک کتاب «درون آینه سیاه» محصول ۲۰۱۸ است. جونز به همراه بروکر، از بنیانگذاران شرکت تولیدی Broke and Bones است. 